# (Hurt me, hurt me) But the pants stay on
(Hurt me, hurt me) But the pants stay on is een single van de Britse zangeres Samantha Fox. Het nummer werd geschreven door Doctor Ice en geproduceerd door Full Force. Het nummer dient als hoofdsingle van haar studioalbum Just one night (1991).
De B-kant van de single was Hot lovin', een nummer dat niet op het album verscheen. Het nummer bereikte enkele Europese hitlijsten, maar de Amerikaanse en Engelse hitlijsten werden niet behaald.
De videoclip is in oosterse stijl. Jennifer Lopez danst mee in de clip.

## Formaten en nummers
Europa/UK (cd)
1. "(Hurt me, hurt me) But the pants stay on" (Eerste radiobewerking) - 4:50
2. "(Hurt me, hurt me) But the pants stay on" (The Pants Come Off Mix) - 6:29
3. "(Hurt me, hurt me) But the pants stay on" (DJ Pierre's Mix) - 6:45
4. "Hot Lovin'" - 3:45

Verenigde Staten (cd)
1. "(Hurt me, hurt me) But the pants stay on" (Album Version) - 5:43
2. "(Hurt me, hurt me) But the pants stay on" (Tweede radiobewerking) - 4:06
3. "(Hurt me, hurt me) But the pants stay on" (The Pants Come Off Mix) - 6:29
4. "(Hurt me, hurt me) But the pants stay on" (DJ Pierre's Mix) - 6:45
5. "(Hurt me, hurt me) But the pants stay on" (Instrumental) - 5:43
6. "Hot Lovin'" - 3:45

Grammofoonplaat
1. "(Hurt me, hurt me) But the pants stay on" (Eerste radiobewerking) - 4:50
2. "(Hurt me, hurt me) But the pants stay on" (Tweede radiobewerking) - 4:06

Europa/UK (12")
1. "(Hurt me, hurt me) But the pants stay on" (Eerste radiobewerking) - 4:50
2. "(Hurt me, hurt me) But the pants stay on" (Tweede radiobewerking) - 4:06
3. "(Hurt me, hurt me) But the pants stay on" (The Pants Come Off Mix) - 6:29
4. "(Hurt me, hurt me) But the pants stay on" (DJ Pierre's Mix) - 6:45

Verenigde Staten (12")
1. "(Hurt me, hurt me) But the pants stay on" (Album Version) - 5:43
2. "(Hurt me, hurt me) But the pants stay on" (Tweede radiobewerking) - 4:06
3. "(Hurt me, hurt me) But the pants stay on" (The Pants Come Off Mix) - 6:29
4. "(Hurt me, hurt me) But the pants stay on" (DJ Pierre's Mix) - 6:45
5. "(Hurt me, hurt me) But the pants stay on" (Instrumental) - 5:43
6. "Hot lovin'" - 3:45